# Shela
à ne pas confondre avec Sheila
Pour l’article ayant un titre homophone, voir Shelah.
Shela est une chanteuse de Jpop, qui a fait ses premiers pas sous le label d'Avex, le même que Ayumi Hamasaki. 

## Discographie
Albums
- Colorless le 9 mai 2001
- Garden le 24 juillet 2003

Singles Collections
- Single collection volume 1 COLORS le 24 juillet 2003
- Single collection volume 2 FLORAL le 6 juillet 2005

Maxi Singles
- White le 1er décembre 1999
- Red le 26 avril 2000
- Purple le 22 octobre 2000
- Orange le 16 février 2001
- Sepia le 3 mai 2001
- Pink le 26 novembre 2001
- Rose le 10 avril 2002
- Himawari le 19 septembre
- Baby's breath le 22 janvier 2003

Singles
- Cherry blossom le 16 avril 2003
- クローバー le 25 juin 2003
- Tsuki to Taiyou le 3 mars 2004
- Dear my Friend le 18 mai 2005
- Crystal le 1 Sep 2009